# إميلي ستانغ ساندو
إميلي ستانغ ساندو (بالنرويجية: Emily Stang Sando‏) مواليد 8 مارس 1989 في تونسبيرغ، هي لاعبة كرة يد نرويجية تلعب كحارس مرمى. مثلت منتخب النرويج لكرة اليد للسيدات. حققت المركز الأول في بطولة أوروبا لكرة اليد للسيدات 2014.

## الميداليات
| الميدالية | المسابقة                            |
| --------- | ----------------------------------- |
| ذهبية     | بطولة أوروبا لكرة اليد للسيدات 2014 |

## روابط خارجية
- إميلي ستانغ ساندو على موقع الاتحاد الأوروبي لكرة اليد (الإنجليزية)
- إميلي ستانغ ساندو على موقع الاتحاد النرويجي لكرة اليد (النرويجية)